# Stazione di Lambrugo-Lurago
Stazione di Lambrugo-Lurago vasútállomás Olaszországban, Lombardia régióban, Lambrugo településen.

## Vasútvonalak
Az állomást az alábbi vasútvonalak érintik:
- Milánó–Asso-vasútvonal

## Kapcsolódó állomások
A vasútállomáshoz az alábbi állomások vannak a legközelebb:
- Stazione di Merone
- Stazione di Inverigo